# Ceratopsyche
Ceratopsyche är ett släkte av nattsländor. Ceratopsyche ingår i familjen ryssjenattsländor.

## Dottertaxa tillCeratopsyche, i alfabetisk ordning[1][2]
- Ceratopsyche abella
- Ceratopsyche aenigma
- Ceratopsyche albicephala
- Ceratopsyche alhedra
- Ceratopsyche alternans
- Ceratopsyche amblis
- Ceratopsyche andersoni
- Ceratopsyche ardens
- Ceratopsyche bifurcata
- Ceratopsyche bronta
- Ceratopsyche brueckmanni
- Ceratopsyche calawiti
- Ceratopsyche carina
- Ceratopsyche centra
- Ceratopsyche cerva
- Ceratopsyche cheilonis
- Ceratopsyche chekiangana
- Ceratopsyche cockerelli
- Ceratopsyche columnata
- Ceratopsyche compressa
- Ceratopsyche conoidea
- Ceratopsyche cora
- Ceratopsyche curvativa
- Ceratopsyche declinans
- Ceratopsyche dorata
- Ceratopsyche etnieri
- Ceratopsyche excavata
- Ceratopsyche excelsa
- Ceratopsyche faurai
- Ceratopsyche forcipata
- Ceratopsyche fukienensis
- Ceratopsyche gautamittra
- Ceratopsyche germanorum
- Ceratopsyche hainanensis
- Ceratopsyche hirta
- Ceratopsyche intrica
- Ceratopsyche kagiana
- Ceratopsyche kaznakovi
- Ceratopsyche klimai
- Ceratopsyche kozhantschikovi
- Ceratopsyche lianchiensis
- Ceratopsyche luzonica
- Ceratopsyche macleodi
- Ceratopsyche marlieri
- Ceratopsyche mindorensis
- Ceratopsyche morosa
- Ceratopsyche moselyi
- Ceratopsyche nevae
- Ceratopsyche newae
- Ceratopsyche orientalis
- Ceratopsyche oslari
- Ceratopsyche penicillata
- Ceratopsyche perfuscata
- Ceratopsyche piatrix
- Ceratopsyche protis
- Ceratopsyche schintlmeisteri
- Ceratopsyche serpentina
- Ceratopsyche setensis
- Ceratopsyche shizongensis
- Ceratopsyche silfvenii
- Ceratopsyche slossonae
- Ceratopsyche smetanini
- Ceratopsyche sparna
- Ceratopsyche spinata
- Ceratopsyche stimulans
- Ceratopsyche tana
- Ceratopsyche testaceus
- Ceratopsyche tetrachotoma
- Ceratopsyche trifora
- Ceratopsyche tubulosa
- Ceratopsyche unitaria
- Ceratopsyche uvana
- Ceratopsyche walkeri
- Ceratopsyche valvata
- Ceratopsyche vanaca
- Ceratopsyche vasoumittra
- Ceratopsyche venada
- Ceratopsyche ventura
- Ceratopsyche vexa
- Ceratopsyche vialigni
- Ceratopsyche vietnamensis
- Ceratopsyche villica
- Ceratopsyche yaeyamensis